# Santiago Oñate
Santiago Hernán Oñate Cárdenas (Santiago, 30 de julio de 1951-) es un exfutbolista y actual político chileno que jugaba como lateral derecho.

## Trayectoria
Oriundo de Santiago, se formó en las divisiones inferiores de Universidad Católica, donde debutó en 1973. Ese mismo año el cuadro cruzado descendió a la Segunda división. Formó parte del equipo cruzado que logró el ascenso como campeón de la Segunda División 1975,formando parte del equipo franjeado hasta mediados de 1982, cuando el club le entregó su pase. Tras rechazar tres ofertas de clubes chilenos, firmó por el Fort Lauderdale Strikers de Estados Unidos.
Tras un paso donde no logró cumplir sus expectativas, a fines de 1982 recibe un llamado de Orlando Aravena, entrenador de Rangers. El equipo talquino había terminado colista del torneo de 1982, pero fue salvado del descenso debido al concepto de buena plaza, por lo que el entrenador fue mandatado a formar un plantel para situar a Rangers en la división de oro del fútbol chileno.En el cuadro rojinegro formó parte importante del recordado equipo del pueblo, que tuvo una destacada Copa Polla Gol 1983. En el cuadro talquino jugó por cuatro temporadas, siendo recordado con cariño por los hinchas rojinegros, quienes con motivo de los 100 años de la institución lo votaron en el equipo ideal.
Su última temporada como profesional la disputó defendiendo los colores de Deportes Linares en la Segunda División, retirándose a fines de la temporada 1987.En la actualidad se encuentra radicado en Talca, en donde es comentarista deportivo de radios locales y además ha sido candidato a Concejal por la comuna.

## Clubes
| Club                     | País           | Año       |
| ------------------------ | -------------- | --------- |
| Universidad Católica     | Chile          | 1973-1982 |
| Fort Lauderdale Strikers | Estados Unidos | 1982      |
| Rangers                  | Chile          | 1983-1986 |
| Deportes Linares         | Chile          | 1987      |

## Palmarés

### Torneos nacionales oficiales
| Título    | Club                 | País  | Año  |
| --------- | -------------------- | ----- | ---- |
| Primera B | Universidad Católica | Chile | 1975 |

### Distinciones individuales
| Distinción                                                  | Año  |
| ----------------------------------------------------------- | ---- |
| Incluido en el equipo ideal de todos los tiempos de Rangers | 2002 |